# Eddystone Rocks (Kanalküste)
Die Eddystone Rocks sind eine Felsgruppe etwa 14 Kilometer südsüdwestlich von Plymouth an der Kanalküste am westlichen Ende des Ärmelkanals.

## Geografie
Die Eddystone Rocks erstrecken sich etwa 14 km vor der Landspitze Rame Head nahe der Grenze von Devon und Cornwall über mehr als 200 m (100 Fathoms) in Nord-Süd-Richtung.
Bevor im Jahr 1698 der erste Eddystone-Leuchtturm den Betrieb aufnahm, war die wasserüberspülte Felsgruppe als Schiffsfriedhof berüchtigt.

## Geologie
Die Eddystone Rocks bestehen aus nach Südwesten steil einfallendem Granitgneis. Der auch einfach Eddystone genannte Fels, auf dem der Leuchtturm steht, ist durch einen hohen Anteil an Feldspat und laminare Struktur gekennzeichnet. Dies macht ihn zum einzigen Gneisvorkommen der Region.

## Das Eddystone Reef
Unter Wasser umgibt das Eddystone Reef die Eddystone Rocks. Das Riff wird als Ziel für Sporttaucher und Unterwasserfotografen beworben.
Im Jahr 2010 wurde das Gebiet des Eddystone Reef Teil des Start Point to Plymouth Sound and Eddystone Special Area of Conservation. Seit Ende 2013 ist in einem Bereich von 200 m um das Riff das Muschelfischen mit Grundschleppnetzen verboten.
Im Norden der Felsen wachsen insbesondere im Sommer Tangwälder nahe der Wasseroberfläche.  Die teils steil fallenden felsigen Oberflächen im Süden sind mit Seeanemonen bewachsen. In größerer Wassertiefe, bis etwa 45 m tief, fanden Taucher Seegurken, Schwämme, Becherkorallen und Seesterne. Die tieferen Bereiche bis zum um die Eddystone Rocks in 50 bis 60 m Tiefe liegenden Meeresgrund wurden mit Kameras untersucht.
Die beobachtete Entwicklung unter anderem einer Verdoppelung der Bestände von Seeanemonen und Becherkorallen und Vervierfachung der Zahl der Röhrenwürmer zwei Jahre nach dem Verbot deutet darauf hin, dass zur vollständigen Erholung des Riffs 20 bis 30 Jahre nötig sein werden.

## Kontroverse
Bei der Definition der Grenze der Ausschließlichen Wirtschaftszonen im Ärmelkanal gab es eine Kontroverse um den Status der Eddystone Rocks. Nach französischer Definition bildeten sie eine bloße Untiefe, die keine Gebietsansprüche begründete. Nach britischer Definition sind die Eddystone Rocks nur von extremem Hochwasser überspülte Inseln, was einen Gebietsanspruch auf das umliegende Seegebiet begründet. Der höchste Punkt liege 60 cm über dem mittleren Hochwasser und 6 cm über der mittleren Springtide, zudem wurde der Fels beim Bau der Fundamente der ersten Leuchttürme um etwa 1,3 m abgetragen.
Der Ständige Schiedshof verwies in einer einstimmigen Entscheidung im Juni 1977 darauf, dass Frankreich die britische Einordnung des Eddystone Rock als Landpunkt in früheren Jahren akzeptiert hätte.